# Linia nistreană
Linia nistreană a fost o serie de cetăți ridicate de Imperiul Rus la sfârșitul secolului al XVIII-lea, în partea de sud a Imperiului de-a lungul fluviului Nistru (partea estică a Republicii Moldova și Ucraina modernă), cu scopul de a proteja teritoriile ocupate în urma războaielor ruso-turce din acel secol. Linia s-a extins de la râul Iagorlâc până la limanul Nistrului și de-a lungul coastei maritime până la Oceac. Structura liniei de la Nistru, cu excepția fortificațiilor mici a inclus și cetăți la Tiraspol, Ovidiopol, Odesa și Oceac.